# Kötterhaus mit Mikwe

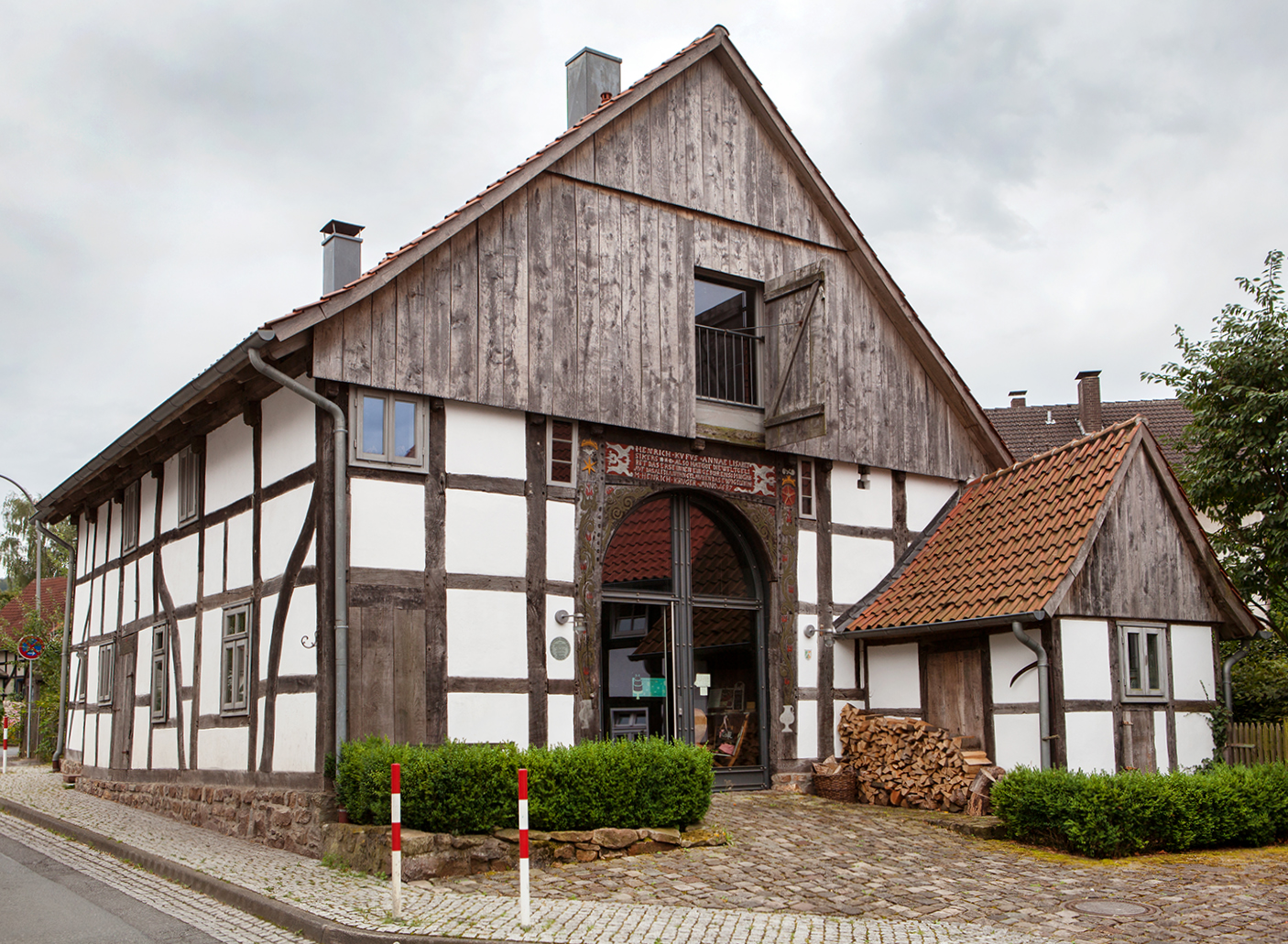
Kötterhaus mit Mikwe

Das Kötterhaus mit Mikwe ist ein denkmalgeschütztes Profangebäude in der Bösingfelderstraße 10 in Lüdenhausen, einem Ortsteil der Gemeinde Kalletal im Kreis Lippe (Nordrhein-Westfalen).

## Geschichte und Architektur
Das Fachwerkhaus mit verbretterten Giebeln ist am beschnitzten Tor mit 1687 bezeichnet. Der Wohnteil wurde wohl im 18. Jahrhundert errichtet. Der Stallteil wurde nach rechts erweitert. Die Anlage wurde 1998 saniert. Im Boden der wiederhergestellten, ehemaligen Wirtschaftsdiele befindet sich eine ehemalige Mikwe. Sie wurde vermutlich in der Bauzeit des Hauses angelegt; hierbei handelt es sich um ein seltenes Beispiel einer ländlichen Mikwe.